# 克劳斯萨山
42°35′56″N 43°50′12″E / 42.59889°N 43.83667°E
克劳斯萨山，字面意思为“霜山”，是南奥塞梯的最高点，海拔3,938米。克劳斯萨山是南奥塞梯与格鲁吉亚的一个自治共和国北奥塞梯-阿兰共和国的交界处。